# Jérémy Behm
 (avril 2022).
Si vous disposez d'ouvrages ou d'articles de référence ou si vous connaissez des sites web de qualité traitant du thème abordé ici, merci de compléter l'article en donnant les références utiles à sa vérifiabilité et en les liant à la section « Notes et références ».
Pour les articles homonymes, voir Behm.
Jeremy Behm est un écrivain français de littérature pour la jeunesse et de romans policiers. C'est le petit-fils de l'écrivain et scénariste Marc Behm.

## Biographie
Jeremy Behm porte son premier livre dans une maison d’édition à l’âge de 16 ans.
Dans la collection Rivages/Noir, il publie plus tard le recueil de nouvelles Démolitions en tous genres en 2011, puis le roman Le Hold-up des salopettes, adaptation d’un scénario de son grand-père, en 2014.
En 2016, il signe chez Syros son premier roman jeunesse, Mon ami Arnie, suivi en 2017 de sa suite, Mon ennemi Arnie.
En 2019, toujours chez Syros, sort 1 million de vues, un polar pour adolescents dans le monde des apprentis youtubers qui traite de la course à la réussite sur internet.
En 2020, c'est chez Casterman qu'il publie Les cinq fantômes, relecture d'un conte traditionnel japonais, illustré par Nancy Peña, suivi quelques mois après de L'étrange sort de Tig & Corps, issu cette fois du folklore irlandais et illustré par Raphaël Beuchot.
En 2020 paraît chez Syros, dans la collection Oz pour les 8-10 ans, le récit fantastique Métamorphoz, où Arthur, un petit garçon esseulé, fait la connaissance d'Ozzie, une créature qui va changer sa vie.
Enfin, en 2022, sortent chez Syros Les chemins de Sancturia, un premier roman d'heroic fantasy à cheval entre deux mondes et Cora - La légende du lac aux mille visages, aux éditions Casterman, un troisième conte venant tout droit du Mexique.

## Publications

### Roman
- Le Hold-up des salopettes / Marc Behm et Jeremy Behm, Paris, Payot & Rivages, coll. « Rivages/Noir » no 856, 2012, 363 p.  (ISBN 978-2-7436-2325-8)[1] Il s'agit de la novélisation d'un scénario de son grand-père Marc.

### Recueil de nouvelles
- Démolitions en tous genres, Paris, Payot & Rivages, coll. « Rivages/Noir » no 833, 2011, 380 p.  (ISBN 978-2-7436-2253-4) Quatre récits noirs sur la loi de l'argent, les réflexes de survie, les expérimentations hasardeuses...

### Romans de littérature d'enfance et de jeunesse
- Mon ami Arnie, Paris, Syros, 2016, 200 p.  (ISBN 978-2-7485-2126-9)[2]
- Mon ennemi Arnie, Paris, Syros, 2017, 279 p.  (ISBN 978-2-7485-2350-8)[3]
- 1 million de vues, Paris, Syros, 2019, 496 p.  (ISBN 978-2-7485-2632-5)[4]
- Les Cinq Fantômes, Paris, Casterman, 2020, 192 p.  (ISBN 978-2-2032-0734-9)[5]
- L'Étrange Sort de Tig & Corps, Paris, Casterman, 2020, 192 p.  (ISBN 978-2-2032-0747-9)
- Métamorphoz, Paris, Syros (collection OZ), 2020, 198 p.  (ISBN 978-2-7485-2739-1)
- Les Chemins de Sancturia, Paris, Syros, 2022, 416 p.  (ISBN 978-2-748-53084-1)
- Cora - La légende du lac aux mille visages, Paris, Casterman, 2022, 192 p.  (ISBN 978-2-2032-2264-9)